# Ray Evans
Raymond Bernard Evans (Salamanca, Nova York, 4 de fevereiro de 1915 — Los Angeles, 15 de fevereiro de 2007) foi um autor de canções norte-americano.

## Biografia
Fez uma dupla na composição e criação de músicas com Jay Livingston, conhecidos pelas músicas que composeram para o cinema. Evans escreveu as letras e Livingston as músicas para as canções.
Livingston e Evans ganharam o Óscar da Academia, na 21ª cerimónia de entrega dos Óscares, em 1948, com a canção "Buttons and Bows", escrita para o filme "The Paleface"; na 23ª cerimónia de entrega dos Óscares, em 1950, com a canção "Mona Lisa", escrita para o filme "Captain Carey, U.S.A."; e na 29ª cerimónia de entrega dos Óscares, em 1956, com a canção "Whatever Will Be, Will Be" (Que Sera, Sera), escrita para o filme "O Homem que sabia demais de Alfred Hitchcock, imortalizada na interpretação de Doris Day. Os dois, considerados entre os mais famosos de Hollywood, foram nomeados mais quatro vezes para o Óscar por "The Cat and the Canary" no filme "Why Girls Leave Home" (1945); "Tammy", em "Tammy and the Bachelor" (1957); "Almost in Your Arms", canção interpretada pela atriz italiana Sophia Loren, no filme "Houseboat" (1958); e "Dear Heart" (1964) do filme com o mesmo título. Os dois músicos venderam juntos mais de um milhão de discos.
Livingston e Evans também escreveram temas populares para programas de televisão, incluindo "Bonanza" e "Mr. Ed".
Em 1958, a equipa de foi nomeada para um Tony Award pelo musical "Oh, Captain!".  Evans também colaborou separadamente com Henry Mancini, Max Steiner, e Victor Young.
Evans, que era judeu, faleceu aos 92 anos de idade, no "Hospital Universitário de Los Angeles", vitimado por uma paragem cardíaca. Sepultado no Westwood Village Memorial Park Cemetery.

## Trabalhos na Broadway
- "Sons o' Fun" (1941) - teatro de revista - autor das letras.
- "Oh Captain!" (1958) - musical - co-compositor e co-autor das letras com Jay Livingston - nomeação para um Tony Award.
- "Let It Ride" (1961) - musical - co-compositor e co-autor das letras com Jay Livingston.
- "Sugar Babies" (1979) - teatro de revista - autor da letra com Jay Livingston para "The Sugar Baby Bounce".